# Aereo anfibio

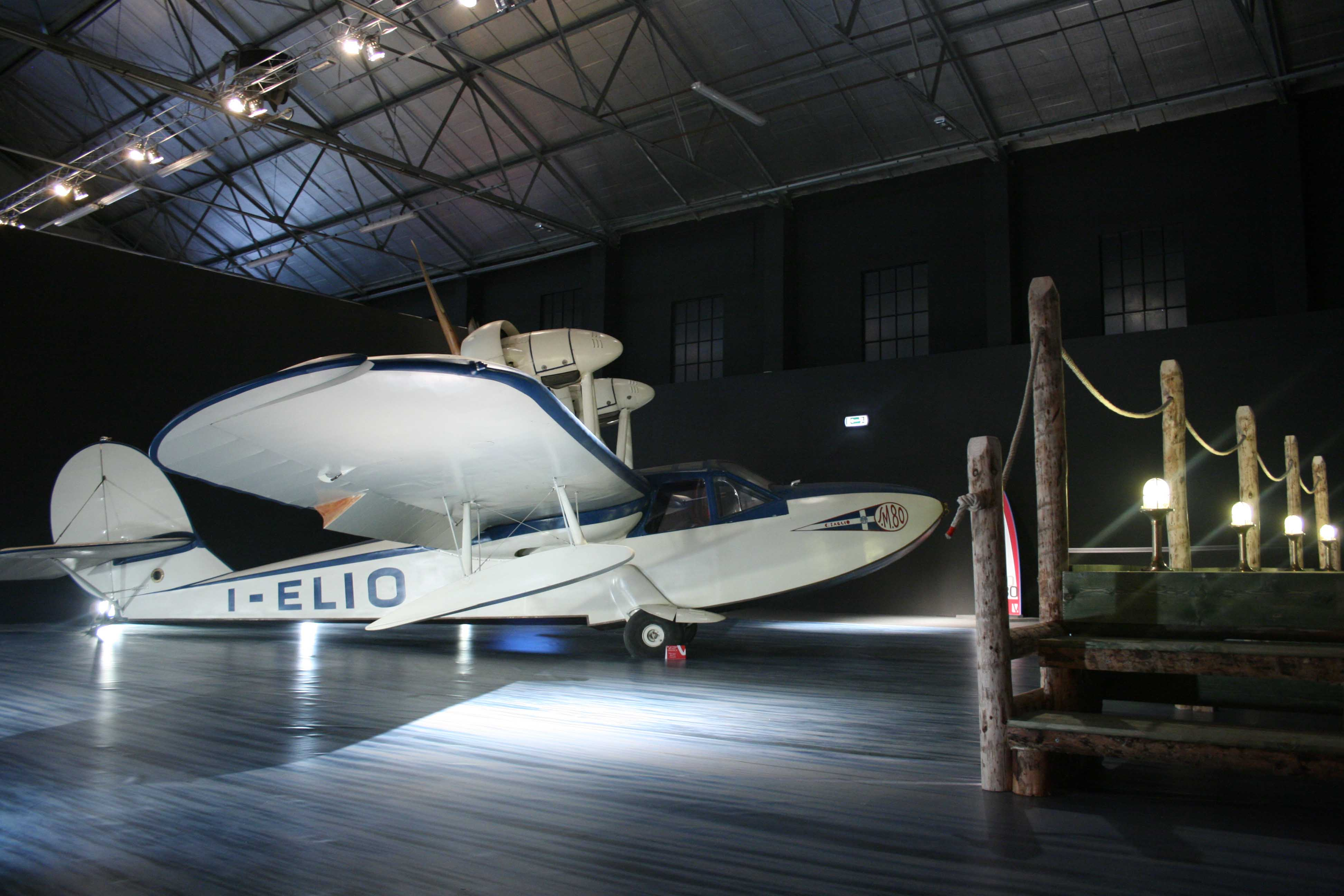
Il Savoia-Marchetti S.80 bis I-ELIO esposto presso il parco tematico Volandia a Vizzola Ticino, Varese

Un aereo anfibio è un aeroplano strutturato per poter decollare ed atterrare sia su normali piste, come i normali velivoli, sia sull'acqua (a mare e nei laghi) come un idrovolante.
D'aspetto simile ad un idrovolante, differisce essenzialmente da questo per la presenza di un carrello d'atterraggio, fisso o retrattile, integrato nella struttura dello scafo centrale.
Esso è molto utilizzato nelle aree dove non sono presenti piste aeree ma, al contrario, vi sono molti laghi. Sono più pesanti, complessi e costosi rispetto ai normali aerei di piccole dimensioni, ma sono molto più efficienti degli elicotteri avendo ali grandi e un raggio d'azione molto più esteso.

## Galleria d'immagini

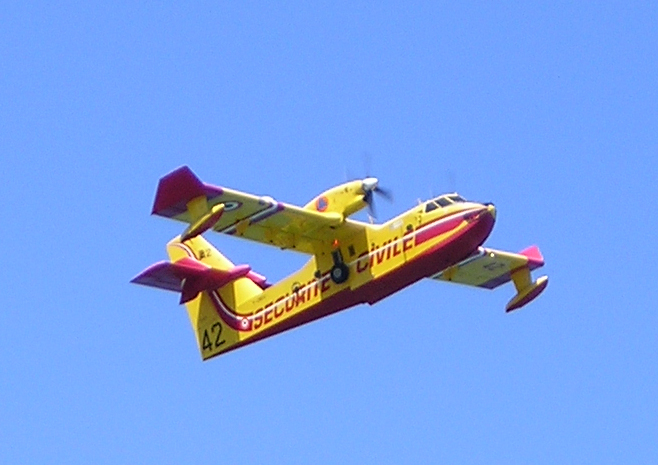
Un Canadair CL-415 della Sécurité civile (la protezione civile) francese
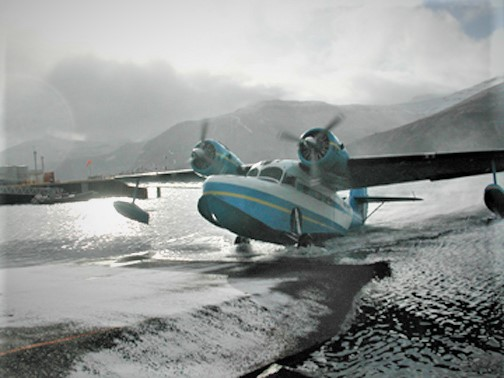
Un aereo anfibio Grumman G-21 Goose
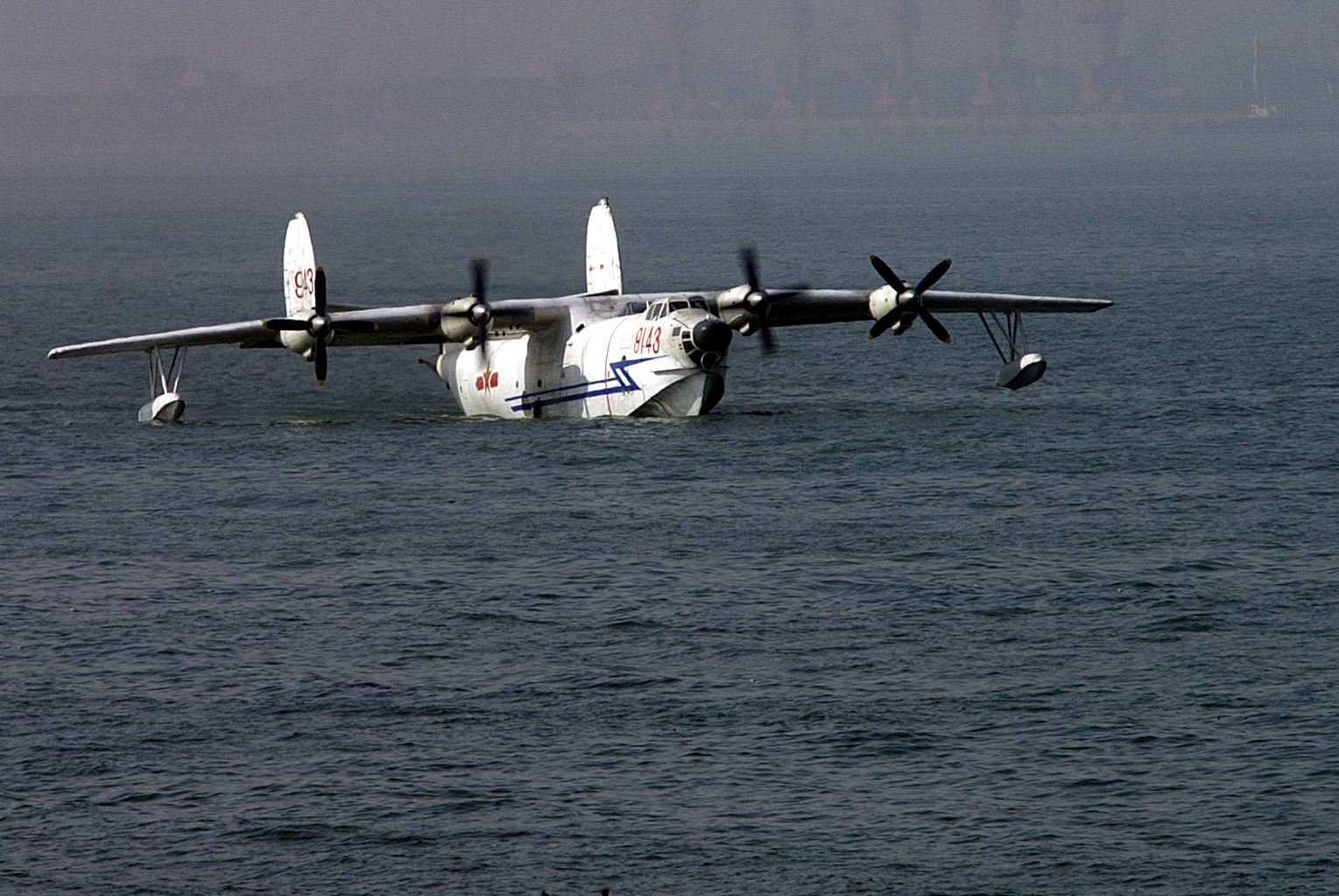
Un Harbin SH-5